# 2015年卡拉奇交通事故
2015年卡拉奇交通事故，是指發生在巴基斯坦當地時間2015年1月11日凌晨的交通事故。事故地點位於南部港口城市卡拉奇附近，一輛油罐車逆向行駛，撞上了迎面而來的公共汽車。油罐車與公共汽車對撞後，立刻引發了火災，導致睡夢中的乘客有62人被燒死，大多數是婦女和兒童。